# Droblin (województwo świętokrzyskie)
Droblin – wieś w Polsce położona w województwie świętokrzyskim, w powiecie jędrzejowskim, w gminie Wodzisław.
W latach 1975–1998 miejscowość administracyjnie należała do województwa kieleckiego.